# Jehuda Glick
Jehuda Jehošua Glick (hebrejsky יהודה יהושע גליק‎, * 20. listopadu 1965) je izraelský rabín a politik. Do povědomí vstoupil především svým bojem za uvolnění pravidel omezujících přístup Židů na Chrámovou horu a za umožnění Židům modlit se v těchto místech. V roce 2014 se stal obětí atentátu, při němž jej arabský útočník postřelil a těžce zranil. Kandidoval ve volbách do Knesetu v r. 2015 za stranu Likud na pozici, která mu ani v případě volebního vítězství nedávala reálnou šanci získat mandát. Díky nečekaně vysokému volebnímu zisku Likudu a postupnému odchodu řady poslanců v průběhu volebního období však po rezignaci Moše Ja'alona převzal 23. května 2016 uvolněný mandát.

## Život
Narodil se ve Spojených státech amerických jako syn lékaře prof. Shimona Glicka. Jeho rodina přesídlila do Izraele, když bylo Glickovi 8 let, a usídlila se v Beerševě, kde jeho otec působil jako primář interní kliniky nemocnice Soroka a byl jedním ze zakladatelů fakulty zdravovědy Ben Gurionovy univerzity v Negevu.
Vojenskou službu absolvoval nejprve u tankistů, později u zpravodajců. Doplnil si záchranářský kurs a rezervní službu nastoupil jako záchranář.
Vystudoval pedagogiku Tanachu a ústní tóry (bakalářský stupeň), dějiny židovského národa (magisterský stupeň) a absolvoval průvodcovský kurs ministerstva turistiky. Studoval na ješivách Telez-Stone, Mekor chajim, Har Ecjon a Otni'el.
Pracoval nejprve ve školství a byl takto několikrát vyslán do zemí bývalého Sovětského svazu. Poté působil v různých funkcích na ministerstvu pro absorpci imigrantů, kde byl mj. mluvčím ministra Juli Edelsteina. V roce 2005 odešel po 10 letech práce pro ministerstvo na protest proti politice stažení z Gazy.
Pět let byl ředitelem Chrámového institutu a vyučoval talmud na ješivě Otni'el, kde byl odpovědný za studijní program pro zahraniční studenty. Přednáší na témata Jeruzalém, Chrámová hora a židovský chrám. Je ženatý, má osm dětí (vč. dvou osvojených). Žije ve čtvrti Kirjat Menachem.